# گانکئو
گانکئو (به ژاپنی: 元慶 Gangyō) نام یک عصر تاریخی ژاپنی (نِنگُو) بود. این عصر بعد از جوگان و قبل از نیننا قرار داشت و از آوریل ۸۷۸ تا فوریه ۸۸۵ میلادی به طول انجامید. در طی این عصر امپراتور یوزی حکمران ژاپن بود.